# Marky Ramone & the Speedkings
I Marky Ramone & the Speedkings erano un gruppo punk revival formatosi nel 2001. Hanno pubblicato due album studio ed alcuni singoli prima dello scioglimento avvenuto nel 2004.

## Formazione
- Marky Ramone - batteria
- Dee Jaywalker - chitarra e voce
- Nick Cooper - voce
- Glen Meyer - basso

## Discografia

### Album in studio[1][3]
- 2002 - No If's, And's or But's!
- 2002 - Legends Bleed

### Singoli[2]
- 2002 - Rawk Over Scandinavia!
- 2002 - Marky Ramone & The Speedkings 7'
- 2002 - Marky Ramone & the Speedkings

### EP[2]
- 2003 - Speedfinns